# Patricia Rodríguez
Patricia Yurena Rodríguez Alonso (6 de março de 1990, Granadilla de Abona, Tenerife, Espanha) é uma modelo e rainha de beleza espanhola, ganhadora dos títulos Miss España 2008 e Miss España 2013. É uma das modelos espanholas mais destacadas a nível internacional em concursos como Miss Universo e Miss Mundo.

## Miss Espanha 2008
Patricia é uma jovem modelo que iniciou sua carreira profissional muito pequena e com apenas 17 anos foi a vencedora do concurso Miss Espanha 2008, realizado em 1 de março em Marina d'Or. Com essa vitória, Rodríguez teria a oportunidade de representar seu país no Miss Universo 2008, que se celebraria no Vietnã; entretanto, devido às normas de elegibilidade do concurso Miss Universo, por não ser maior de idade Patricia não pôde concretizar sua participação, sendo substituída por sua suplente e segunda colocada do Miss Espanha 2008, chamada Claudia Moro, a qual conseguiu colocar-se entre as dez finalistas do mencionado certame, em que a venezuelana Dayana Mendoza foi a ganhadora.

## Miss Mundo 2008
Patricia posteriormente competiu no Miss Mundo 2008, celebrado em Johannesburgo, colocando-se como uma das 15 primeiras semifinalistas.

## Miss Universo 2013
Patricia participou novamente do concurso Miss España, em sua edição de 2013, em que foi mais uma vez a vencedora, sendo que este prêmio lhe deu a oportunidade de representar a nação europeia no certame Miss Universo 2013, realizado em 9 de novembro, em Moscou, Rússia. Yurema obteve uma destacada participação no concurso, e, ao final, foi a segunda colocada, sendo superada somente pela eventual ganhadora Maria Gabriela Isler, da Venezuela, com quem curiosamente compartilhou seu quarto durante sua estadia em Moscou.
A participação de Patricia Rodríguez foi uma das melhores participações da Espanha no certame, já que este país não se classificava para o Top 5 do Miss Universo desde a espanhola Teresa Sánchez López, que foi igualmente a segunda colocada no Miss Universo 1985.

## Vida pessoal
Em 18 de agosto de 2014, assumiu, na rede social Instagram, seu relacionamento com a cantora e DJ espanhola Vanessa Cortes, tornando-se, assim, a primeira miss nacional publicamente lésbica.